# محافظة وودج

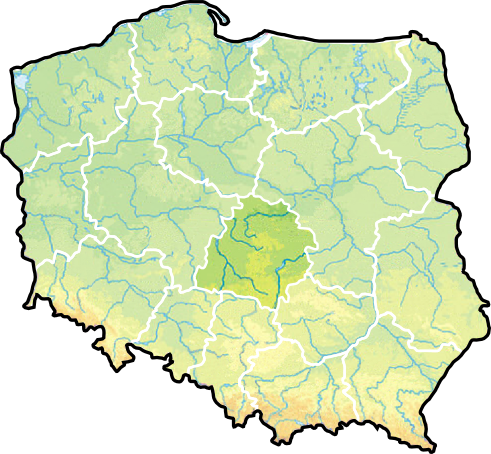
موقع محافظة وودج في خارطة بولندا

محافظة وودج (باللغة البولندية województwo łódzkie) هي واحدة من 16 محافظة من محافظات بولندا وتقع في وسط البلاد، وجرى استحداثها بعد التقسيمات الإدارية الجديدة لبولندا سنة 1998. سميت المحافظة بهذا الاسم نسبة إلى أكبر مدنها وودج.
يحيط بمحافظة وودج ست محافظات أخرى، وهي محافظة مازوفيا في الشمال والشرق، ومحافظة شفينتوكشيسكي في الجنوب الشرقي، ومحافظة سيليزيا في الجنوب، ومحافظة أوبولي في الجنوب الغربي، ومحافظة بولندا الكبرى في الغرب، ومحافظة كويافيا-بوميرانيا في قسم صغير في الشمال.
تحوي هذه المحافظة على ثلاث مناطق تاريخية وهي مازوفيا (في الشرق) وبولندا الكبرى (في الغرب) وبولندا الصغرى في جنوب الشرق.

## اقرأ أيضاً
- محافظات بولندا